# Hönshyltefjorden
Hönshyltefjorden är en sjö i Ryd i Tingsryds kommun i Småland och ingår i Mörrumsåns huvudavrinningsområde. Den 5,11 kvadratkilometer stora sjöan är en naturlig utvidgning av Mörrumsån och ligger 137 meter över havet. Sjön avvattnas av vattendraget Mörrumsån (Åbyån). Vid provfiske har en stor mängd fiskarter fångats, bland annat abborre, björkna, braxen och gers.

## Delavrinningsområde
Hönshyltefjorden ingår i delavrinningsområde (626124-143186) som SMHI kallar för Utloppet av Hönshyltefjorden. Medelhöjden är 144 meter över havet och ytan är 24,84 kvadratkilometer. Räknas de 190 avrinningsområdena uppströms in blir den ackumulerade arean 3 182,98 kvadratkilometer. Avrinningsområdets utflöde Mörrumsån (Åbyån) mynnar i havet. Avrinningsområdet består mestadels av skog (43 procent) och öppen mark (15 procent). Avrinningsområdet har 5,3 kvadratkilometer vattenytor vilket ger det en sjöprocent på 21,3 procent. Bebyggelsen i området täcker en yta av 2,38 kvadratkilometer eller 10 procent av avrinningsområdet.

## Fisk
Vid provfiske har följande fisk fångats i sjön:
- Abborre
- Björkna
- Braxen
- Gärs
- Gädda
- Gös
- Löja
- Mört
- Sandkrypare
- Sarv
- Sutare